# G. P. Kanton Aargau 2021
La 57.ª edición de la clásica ciclista G. P. Kanton Aargau fue una carrera en Suiza que se celebró el 4 de junio de 2021 con inicio y final en la ciudad de Leuggern sobre un recorrido de 173,82 kilómetros.
La carrera formó parte del UCI Europe Tour 2021, calendario ciclístico de los Circuitos Continentales UCI, dentro de la categoría 1.1 y fue ganada por el neerlandés Ide Schelling del Bora-Hansgrohe. Completaron el podio, como segundo y tercer clasificado respectivamente, el portugués Rui Costa del UAE Emirates y el colombiano Esteban Chaves del BikeExchange.

## Equipos participantes
Tomaron parte en la carrera 22 equipos: 6 de categoría UCI WorldTeam, 7 de categoría UCI ProTeam, 8 de categoría Continental y la selección nacional de Suiza. Formaron así un pelotón de 147 ciclistas de los que acabaron 113. Los equipos participantes fueron:
| WorldTeams (6)- AG2R Citroën Team - Bora-Hansgrohe - Intermarché-Wanty-Gobert Matériaux - Team BikeExchange - Qhubeka Assos - UAE Team Emirates ProTeams (7)- Arkéa-Samsic - Gazprom-RusVelo - Sport Vlaanderen-Baloise - Total Direct Énergie - Bardiani CSF Faizanè - Bingoal Pauwels Sauces WB - Vini Zabù Equipos continentales (8)- Vorarlberg - Mg.k Vis VPM - Amore & Vita-Prodir - Nippo-Provence-PTS Conti - Swiss Racing - XSpeed United - Massi Vivo-Conecta - Leopard Equipo nacional- Suiza |
| |

## Clasificación final
- Las clasificaciones finalizaron de la siguiente forma:[3]

| \| Clasificación general \| Clasificación general \| Clasificación general \| Clasificación general \| Clasificación general \| \| Ciclista \| Ciclista \| Equipo \| Tiempo \| \| \| --------------------- \| --------------------- \| ---------------------------------- \| --------------------- \| --------------------- \| \| 1.º \| Ide Schelling \| Bora-Hansgrohe \| 4 h 05 min 45 s \| \| \| 2.º \| Rui Alberto Costa \| UAE Team Emirates \| + 0 s \| \| \| 3.º \| Esteban Chaves \| BikeExchange \| + 0 s \| \| \| 4.º \| Giacomo Nizzolo \| Qhubeka Assos \| + 15 s \| \| \| 5.º \| Pascal Ackermann \| Bora-Hansgrohe \| + 15 s \| \| \| 6.º \| Michael Matthews \| BikeExchange \| + 15 s \| \| \| 7.º \| Marco Tizza \| Amore & Vita \| + 15 s \| \| \| 8.º \| Andrea Pasqualon \| Intermarché-Wanty-Gobert Matériaux \| + 15 s \| \| \| 9.º \| Gijs Van Hoecke \| AG2R Citroën Team \| + 15 s \| \| \| 10.º \| Julien Simon \| Total Direct Énergie \| + 15 s \| \| |                   |                                    |                 |
| |                   |                                    |                 |
| Fuente: ProCyclingStats |                   |                                    |                 |
| Clasificación general |                   |                                    |                 |
| Ciclista | Ciclista          | Equipo                             | Tiempo          |
| 1.º | Ide Schelling     | Bora-Hansgrohe                     | 4 h 05 min 45 s |
| 2.º | Rui Alberto Costa | UAE Team Emirates                  | + 0 s           |
| 3.º | Esteban Chaves    | BikeExchange                       | + 0 s           |
| 4.º | Giacomo Nizzolo   | Qhubeka Assos                      | + 15 s          |
| 5.º | Pascal Ackermann  | Bora-Hansgrohe                     | + 15 s          |
| 6.º | Michael Matthews  | BikeExchange                       | + 15 s          |
| 7.º | Marco Tizza       | Amore & Vita                       | + 15 s          |
| 8.º | Andrea Pasqualon  | Intermarché-Wanty-Gobert Matériaux | + 15 s          |
| 9.º | Gijs Van Hoecke   | AG2R Citroën Team                  | + 15 s          |
| 10.º | Julien Simon      | Total Direct Énergie               | + 15 s          |

## UCI World Ranking
El G. P. Kanton Aargau otorgó puntos para el UCI World Ranking para corredores de los equipos en las categorías UCI WorldTeam, UCI ProTeam y Continental. Las siguientes tablas son el baremo de puntuación y los 10 corredores que obtuvieron más puntos:
| Posición   | 1.º | 2.º | 3.º | 4.º | 5.º | 6.º | 7.º | 8.º | 9.º | 10.º | 11.º | 12.º | 13.º-15.º | 16.º-25.º |
| Puntuación | 125 | 85  | 70  | 60  | 50  | 40  | 35  | 30  | 25  | 20   | 15   | 10   | 5         | 3         |

| Clasificación |                  |                                    |        |
| Posición      | Ciclista         | Equipo                             | Puntos |
| ------------- | ---------------- | ---------------------------------- | ------ |
| 1.º           | Ide Schelling    | Bora-Hansgrohe                     | 125    |
| 2.º           | Rui Costa        | UAE Emirates                       | 85     |
| 3.º           | Esteban Chaves   | BikeExchange                       | 70     |
| 4.º           | Giacomo Nizzolo  | Qhubeka ASSOS                      | 60     |
| 5.º           | Pascal Ackermann | Bora-Hansgrohe                     | 50     |
| 6.º           | Michael Matthews | BikeExchange                       | 40     |
| 7.º           | Marco Tizza      | Amore & Vita-Prodir                | 35     |
| 8.º           | Andrea Pasqualon | Intermarché-Wanty-Gobert Matériaux | 30     |
| 9.º           | Gijs Van Hoecke  | AG2R Citroën                       | 25     |
| 10.º          | Julien Simon     | Total Direct Énergie               | 20     |